# Bogside
El Bogside és un barri fora de les muralles de Derry, Irlanda del Nord. És una àrea de majoria catòlica, republicana o nacionalista irlandesa, i va ser l'escenari de destacats esdeveniments del conflicte nord-irlandès des de finals dels anys seixanta, com la batalla del Bogside, l'Operació Motorman o el Diumenge Sagnant. El barri està separat per una peace line de l'enclavament protestant de Fountain, i durant molt de temps va estar aïllat del centre de la ciutat.
El 1969, una ferotge batalla de tres dies contra la Royal Ulster Constabulary (RUC) i els protestants locals, coneguda com la batalla del Bogside, es va convertir en el punt de partida del conflicte a tota Irlanda del Nord. Entre el 1969 i el 1972, el Bogside (juntament amb Creggan i altres àrees catòliques) es van convertir en una àrea no-go per a l'exèrcit i la policia britànica. Tant l'IRA Oficial com els provos van patrullar obertament per la zona, amb el suport dels residents. El 30 de gener de 1972, una marxa organitzada per l'Associació de Drets Civils d'Irlanda del Nord contra l'internament, que havia entrat en vigor l'any anterior, es va convertir en un bany de sang conegut com el Bloody Sunday. El Regiment britànic de paracaigudistes va matar a trets 14 manifestants i en va ferir 14 més; això va provocar un augment de l'allistament a l'IRA. Després de l'Operació Motorman i el final de Free Derry i d'altres zones prohibides a Irlanda del Nord, el Bogside juntament amb la majoria de la ciutat van experimentar freqüents disturbis al carrer i conflictes sectaris que van durar fins a principis dels anys noranta. El 1974, l'IRA oficial va declarar el final de la seva campanya armada, fet que portà a Seamus Costello i altres militants socialistes a formar el Partit Socialista Republicà Irlandès (IRSP) i la seva branca armada, l'Exèrcit Irlandès d'Alliberament Nacional (INLA). Derry i, particularment el Bogside, es van convertir en un dels reductes de l'INLA; de fet, els tres voluntaris que van morir a la vaga de fam irlandesa de 1981 eren de Derry o del comtat de Londonderry. L'Organització per a l'Alliberament del Poble Irlandès, un grup independentista escindit de l'INLA, va tenir una petita però efectiva presència a Derry, i va participar en un enfrontament amb l'INLA (tant a Derry com altres zones d'Irlanda del Nord) del 1987 al 1992.